# The Dentist
The Dentist  é um filme estadunidense, realizado no ano de 1996, dirigido por Brian Yuzna.

## Sinopse
Um dentista renomado dá início a um banho de sangue depois de descobrir que sua mulher tem um caso extraconjugal. Ele planeja se vingar de sua mulher da forma mais brutal possível.

## Elenco
- Corbin Bernsen como Dr. Alan Feinstone
- Linda Hoffman como Brooke Feinstone
- Michael Stadvec como Matt
- Ken Foree como Detetive Gibbs
- Tony Noakes como Detetive Sunshine
- Moly Hagan como Jessica
- Paty Toy como Karen
- Jan Hoag como Candly
- Virginya Keehne como Sarah
- Earl Boen como Marvin Goldblum
- Christa Sauls como April Reign
- Mark Ruffalo como Steve Landers